# Chuga
choga ist eine persische historische Kleidung die am meisten von den Männer von Bakhtiari Abstammung getragen wird. Diese Kleid hat kein Armel und es ist bis zur die Knie lang und gewebter Stoff von Choga besteht aus wolle von Schaf.

## Name
Chukha oder Chukha bezieht sich auf Herrenoberteile. Ein Wort, das im Kaukasus, in Georgien und im Iran bei den Ler- und Bakhtiari-Völkern verwendet wird, um sich auf Kleidung zu beziehen.